# ایمان مافی
ایمان مافی (فارسی: ایمان مافی؛ زادهٔ ۹ ژوئیهٔ ۱۹۹۴) بازیکن فوتبال است. او بازیکن باشگاه نروژی اف کی جرف است.